# Begraafplaats van Camphin-en-Pévèle
De Begraafplaats van Camphin-en-Pévèle is een gemeentelijke begraafplaats in de Franse gemeente Camphin-en-Pévèle in het Noorderdepartement. De begraafplaats ligt aan de  Rue de la Plaine op 350 m ten noorden van het dorpscentrum (Église Saint-Amand). Aan de straatzijde wordt de begraafplaats begrensd door een bakstenen muur en een dubbel traliehek tussen bakstenen zuilen. Een haag en betonplaten sluiten de andere zijden af. Achteraan recht tegenover de toegang staat het gebruikelijke calvarie kruis.
Er ligt een Brits en een Frans oorlogsgraf uit de Eerste Wereldoorlog. Het Franse graf is van Herbreteau Marie, soldaat bij het 83e R.I.T. en hij sneuvelde op 23 augustus 1914.

## Brits oorlogsgraf
Op de begraafplaats ligt een Brits oorlogsgraf uit de Eerste Wereldoorlog. Het graf is van Leonard Lawrence McFaul, luitenant bij de Royal Air Force en wordt onderhouden door de Commonwealth War Graves Commission. In de CWGC-registers is de begraafplaats opgenomen als Camphin-en-Pevele Communal Cemetery.